# Guido Brunner
Guido Brunner (Madrid, 27 de maig del 1930 - Madrid, 2 de desembre del 1997) fou un diplomàtic i polític alemany que fou membre de la Comissió Jenkins entre 1977 i 1981.

## Biografia
Va néixer el, 27 de maig de 1930 a la ciutat de Madrid. Passà la seva infància i joventut entre aquesta ciutat i Múnic. Va estudiar dret a la Universitat de Madrid, on es llicencià el 1954, i posteriorment amplià aquests estudis a la Universitat de Múnic el 1955.
Va morir el 2 de desembre de 1997 a la ciutat de Madrid, on s'havia establert després de la seva carrera política.

## Activitat política
Durant la seva estada a la Universitat de Múnic participà en les joventuts del partit liberal Freie Demokratische Partei (FDP), del qual se'n feu membre. L'any 1960 inicià la seva activitat diplomàtica sent delegat del seu país a les Nacions Unides, càrrec que va mantenir fins al 1968. El 1970 entrà a formar part de l'Oficina d'Afers Exteriors d'Alemanya, ocupant diversos càrrecs fins que el 1974 fou nomenat Secretari d'aquest organisme. Posteriorment fou cap del grup alemany en la Conferència sobre la Seguretat i la Cooperació a Europa (CSCE) realitzada a Hèlsinki el juliol de 1973.
El gener de 1977 fou nomenat membre de la Comissió Jenkins, en la qual fou Comissari Europeu d'Energia i Ciència i Recerca, ocupant aquests càrrecs fins al gener de 1981.
El gener de 1981 fou escollit senador al Senat d'Alemanya, càrrec que ocupà durant tan sols cinc mesos. A la seva renúncia al seu escó fou escollit el setembre del mateix any ambaixador a la ciutat de Madrid, càrrec que va desenvolupar fins al 1992.